# Raccoon (rivière)
Pour les articles homonymes, voir Raccoon.
La rivière Raccoon (Raccoon River en anglais) est une rivière de l'Iowa qui se jette dans la rivière Des Moines.